# 真獸頭類
真獸頭類（學名：Eutherocephalia）是獸孔目獸頭亞目的一個演化支，包含狼鱷獸科與 Scylacosauridae 科以外的物種，前兩者在二疊紀結束時滅絕，而真獸頭類則存活過二疊紀-三疊紀滅絕事件，但在三疊紀中期滅絕。
真獸頭類包含了大部分獸孔目物種，但是其種系發生尚未釐清，Akidnognathidae 科、霍夫梅里獸科、Whaitsiidae 科與包氏獸超科是否歸類於本演化支之下仍然有所爭議。